# Per Rosengren
Per Curt Rosengren, född 19 mars 1951 i Karlshamn, är en svensk politiker (vänsterpartist), som var riksdagsledamot 1994–2006, invald från Västra Götalands läns östra valkrets.
I riksdagen var han ledamot i skatteutskottet 1996–2002 (även suppleant från 1994 och 2002–2006), ledamot i EU-nämnden 2004 och riksdagens valberedning 2002–2003 (dessförinnan suppleant från 1998). Utöver detta var han suppleant i försvarsutskottet, lagutskottet och näringsutskottet. Rosengren var även ledamot i Riksrevisionens styrelse 2003–2010.
Rosengren är till yrket lärare i ekonomiska ämnen.